# Futbolista del año en Moldavia
El premio al Futbolista Moldavo del año (en rumano: Fotbalistul moldovean al anului; en ruso: Футболист года в Молдавии) es un galardón para el mejor futbolista del año nacido en Moldavia que juegue en cualquier liga del mundo. Este premio lo otorga la Asociación Moldava de Fútbol.

## Palmarés
| Año  | Ganador            | Segundo           | Tercero          |
| ---- | ------------------ | ----------------- | ---------------- |
| 1993 | Alexandru Curtianu |                   |                  |
| 1994 |                    |                   |                  |
| 1995 | Ion Testemitanu    |                   |                  |
| 1996 | Serghei Rogaciov   |                   |                  |
| 1997 | Ion Testemitanu    |                   |                  |
| 1998 | Alexandru Curtianu |                   |                  |
| 1999 |                    |                   |                  |
| 2000 |                    |                   |                  |
| 2001 | Serghei Rogaciov   | Serghei Clescenco | Radu Rebeja      |
| 2002 |                    |                   |                  |
| 2003 | Serghei Covalciuc  |                   |                  |
| 2004 | Serghei Covalciuc  | Radu Rebeja       | Serghei Dadu     |
| 2005 | Serghei Covalciuc  | Radu Rebeja       | Serghei Rogaciov |
| 2006 |                    |                   |                  |
| 2007 | Alexandru Epureanu | Radu Rebeja       | Viorel Frunză    |

## Entrenador del año
| Año  | Ganador                                                      | Segundo                        | Tercero                 |
| ---- | ------------------------------------------------------------ | ------------------------------ | ----------------------- |
| 2001 | Alexandru Spiridon (Selección de Moldavia sub-21 y absoluta) |                                |                         |
| 2004 | Alexandr Matiura (Nistru)                                    |                                |                         |
| 2005 | Boris Tropanet (Selección sub-21 de Moldavia)                |                                |                         |
| 2007 | Igor Dobrovolski (Selección de fútbol de Moldavia)           | Emilian Caras (Dacia Chişinău) | Leonid Kuchuk (Sheriff) |